# 彼得里夫卡 (洛佐瓦區)
49°15′49″N 36°19′52″E / 49.26361°N 36.33111°E
彼得里夫卡（烏克蘭語：Петрівка）是位於烏克蘭東部的村莊，由哈爾科夫州洛佐瓦區的比利亞伊夫卡市鎮負責管轄。該村始建於1899年，面積0.54平方公里，海拔高度157米，2001年人口248，人口密度每平方公里460.1人。